# 31473 Guangning
31473 Guangning è un asteroide della fascia principale. Scoperto nel 1999, presenta un'orbita caratterizzata da un semiasse maggiore pari a 2,6935908 UA e da un'eccentricità di 0,0926006, inclinata di 5,14679° rispetto all'eclittica.